# Tesoro de la lengua castellana o española

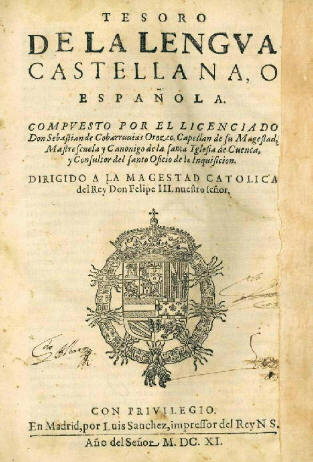
Copertina dell'edizione del 1611

Il Tesoro de la lengua castellana o española o Tesoro della lingua spagnola è un dizionario di spagnolo scritto da Sebastián de Covarrubias e pubblicato nel 1611. È il primo dizionario monolingue di spagnolo, nonché il primo dizionario esteso di una lingua moderna in Europa.